# Серафимов, Вадим Викторович
Вади́м Ви́кторович Серафи́мов  (род. 29 августа 1949) — российский дипломат. Чрезвычайный и полномочный посол (2006).

## Биография
В 1971 году окончил МГИМО. Владеет вьетнамским, английским и французским языками. На дипломатической работе с 1971 года.
- С 23 августа 1994 по 12 апреля 1999 года — чрезвычайный и полномочный посол Российской Федерации в Королевстве Камбоджа[1][2].
- С 12 апреля 1999 по 9 декабря 2004 года — заместитель директора Второго департамента Азии, Департамента стран АСЕАН и общеазиатских проблем МИД России.
- С 9 декабря 2004 по 30 июля 2009 года — чрезвычайный и полномочный посол Российской Федерации в Социалистической Республике Вьетнам[3][4].

## Семья
Женат. Вырастил двух дочерей.

## Награды
- Знак отличия «За безупречную службу» XXX лет (18 февраля 2002) — за многолетнюю плодотворную работу и активное участие в проведении внешнеполитического курса Российской Федерации[6]

## Дипломатический ранг
- Чрезвычайный и полномочный посланник 2 класса (24 января 1994)[7]
- Чрезвычайный и полномочный посланник 1 класса (10 ноября 1995)[8]
- Чрезвычайный и полномочный посол (18 августа 2006)[9]